# ترتل لیک (داکوتای شمالی)
ترتل لیک(به انگلیسی: Turtle Lake) شهری در ایالت داکوتای شمالی کشور ایالات متحده آمریکا است که جمعیت آن در سرشماری سال ۲۰۱۰ میلادی، ۵۸۱ نفر بوده‌است.